# Història de Kiribati

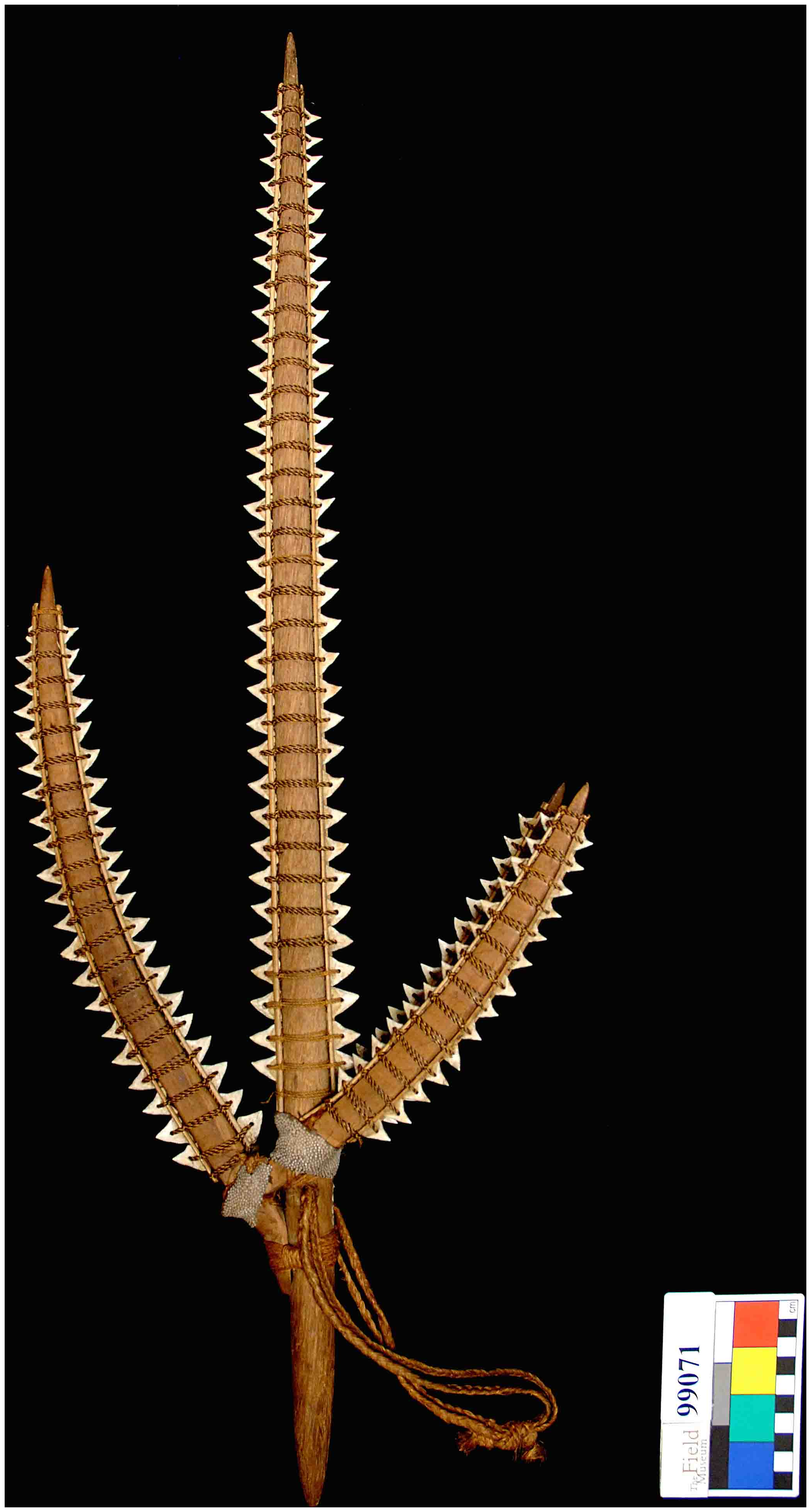
Arma de dents de tauró de les illes Gilbert, fabricada a mitjans o finals del segle XIX.

Les illes que ara formen la República de Kiribati han estat habitades durant almenys set-cents anys, i possiblement molt més. La població inicial d'austronèsies, que avui dia continua sent la immensa majoria, va ser visitada per invasors polinesis i melanesis abans que els primers mariners europeus visitessin les illes al segle XVII. Durant gran part del període posterior, la cadena principal d'illes, les illes Gilbert, va ser governada com a part de l'Imperi Britànic. El país va obtenir la seva independència el 1979 i des de llavors ha estat conegut com a Kiribati.

## Prehistòria
Durant diversos mil·lennis, les illes van ser habitades per pobles austronesians que havien arribat de les Illes Salomó o Vanuatu. Els i-Kiribati o gilbertesos es van establir en el que es coneixeria com les Illes Gilbert (anomenades així pel capità britànic Thomas Gilbert per von Krusenstern el 1820) en algun moment entre el 3.000 aC i el 1.300 dC. Les invasions posteriors de samoans i tongans van introduir elements polinesis a la cultura micronèsia existent, i les invasions de fijians van introduir elements melanesis. Els matrimonis mixtos extensos van produir una població raonablement homogènia en aparença, llengua i tradicions.

## Contacte amb altres cultures

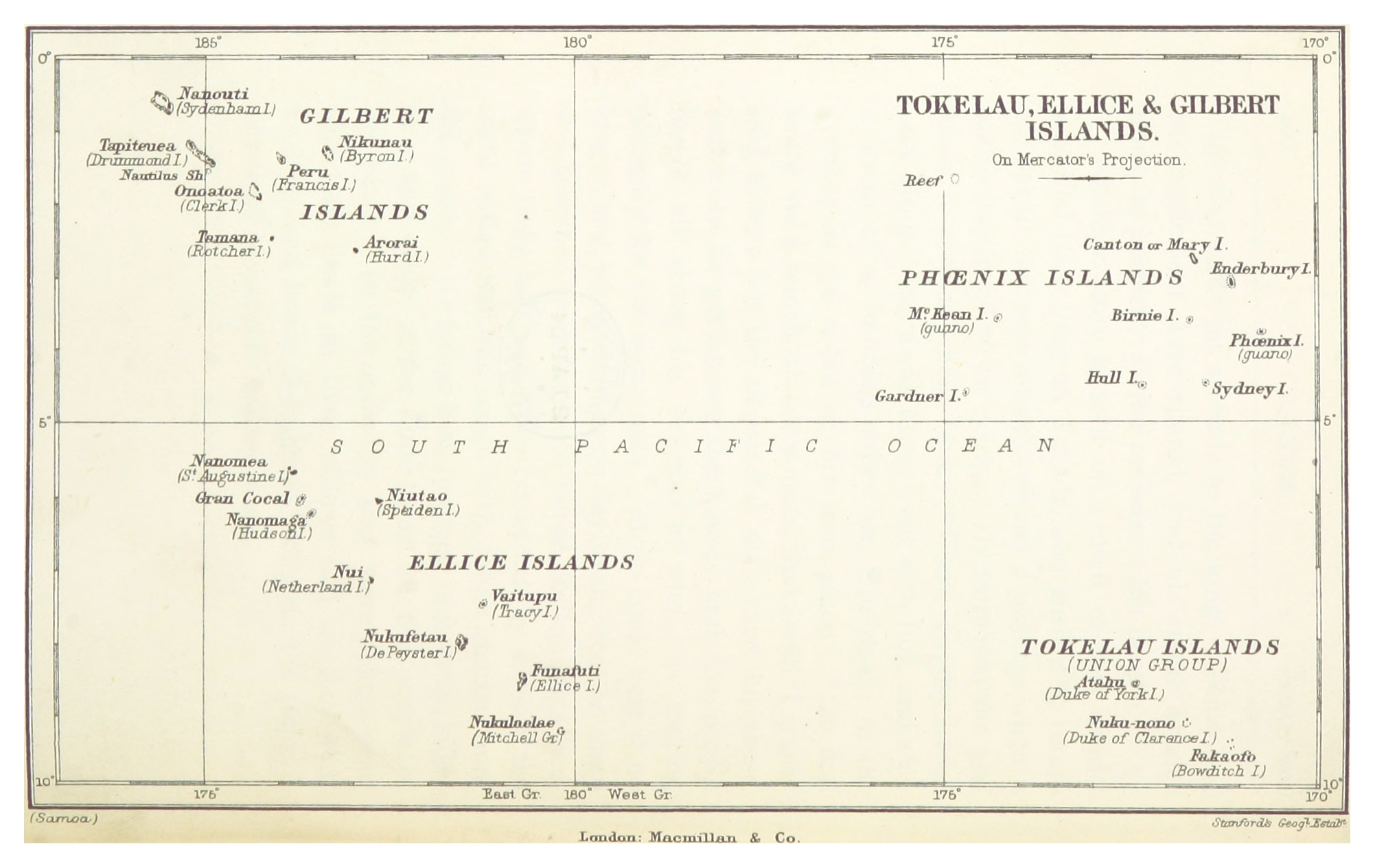
Mapa de les illes Gilbert del Sud, les illes Ellice i Tokelau, 1884

El 1606, Pedro Fernandes de Queirós va albirar les illes Butaritari i Makin, a les quals va anomenar les illes del Bon Viatge ('bon viatge' en castellà).
El capità John Byron va passar per les illes el 1764 durant la seva circumnavegació del món com a capità del HMS Dolphin.
El 1788, el capità Thomas Gilbert en el Charlotte i el capità John Marshall en el Scarborough. Tots dos van passar a prop d'Abemama, Kuria, Aranuka, Tarawa, Abaiang, Butaritari i Makin sense intenció de desembarcar.

## Exploració addicional

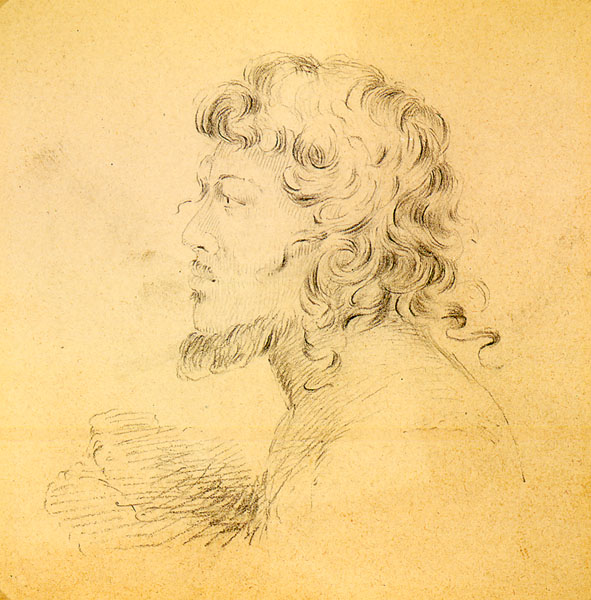
Retrat d'un nadiu de les illes Makin, dibuixat per Alfred Thomas Agate (1841)

El 1820, les illes van ser anomenades illes Gilbert per Adam Johann von Krusenstern, un almirall rus del tsar, en honor al capità britànic Thomas Gilbert, que va creuar l'arxipèlag el 1788. El 1824, el capità francès Louis Isidore Duperrey va ser el primer a cartografiar tot l'arxipèlag. Va comandar La Coquille en la seva circumnavegació de la Terra (1822–1825).
Dos vaixells de l'Expedició d'exploració dels Estats Units, l'USS Peacock (1828) i l'USS Flying Fish (1838), sota el comandament del capità Hudson, van estudiar les Illes Gilbert de Tabiteuea, Nonouti, Aranuka, Maiana, Abemama, Kuria, Tarawa, Marakei, Butaritari i Makin (aleshores anomenades Illes Kingsmill o Grup Kingsmill). Mentre eren a les Gilbert, van dedicar un temps considerable a cartografiar i cartografiar esculls i ancoratges. Alfred Thomas Agate va fer dibuixos d'homes de Butaritari i Makin.
En un temps, un subconjunt de les illes Gilbert del nord es coneixia com a Illes Scarborough i un subconjunt de les Gilbert del sud com a Grup Kingsmill; en alguns textos del segle XIX, aquest últim nom de Kingsmills s'aplicava a tot el grup Gilbert.

## Missioners
Els missioners van començar a ser actius a les illes Gilbert a la dècada de 1850. El Dr. Hiram Bingham II, de la American Board of Commissioners for Foreign Missions (ABCFM), va arribar a Abaiang el 1857. Els missioners protestants de la Societat Missionera de Londres (LMS) eren actius al sud de les illes Gilbert. El 15 d'octubre de 1870, el reverend Samuel James Whitmee, de la LMS, va arribar a Arorae i, més tard aquell mateix mes, va visitar Tamana, Onotoa i Beru. L'agost de 1872, George Pratt, de la LMS, va visitar les illes. La fe catòlica romana va ser introduïda a Nonouti al voltant de 1880 per dos illencs de Gilbert, Betero i Tiroi, que s'havien convertit al cristianisme a Tahití. El pare Joseph Leray, el pare Edward Bontemps i el germà Conrad Weber, Missioners del Sagrat Cor de Jesús, van arribar a Nonouti el 1888.

## Primeres companyies comercials
Els primers comerciants residents a les Illes Gilbert van ser Richard Randell i George Durant, que van arribar el 1846. Durant es va traslladar a Makin, mentre que Randell es va quedar a Butaritari. Les primeres companyies comercials a Butaritari van ser la Handels-und Plantagen-Gesellschaft der Südsee-Inseln zu Hamburg (DHPG), amb seu a Hamburg i seu al Pacífic a Samoa, i On Chong (comerciants xinesos amb connexions australianes a través dels camps d'or). L'empresa comercial japonesa Nanyo Boeki Kabushiki Kaisha va establir operacions a Butaritari. Dues empreses comercials de San Francisco, Messrs. Crawford i Messrs. Wightman Brothers, operaven a Butaritari el 1889.
W. R. Carpenter & Co. (Salomó Islands) Ltd es va establir el 1922. Durant la dècada de 1920, On Chong va experimentar un declivi gradual de les seves operacions com a resultat dels baixos preus de la copra. Finalment, On Chong va ser adquirida per W. R. Carpenter & Co. Aquests comerciants van ajudar a Butaritari a convertir-se en la capital comercial i comercial de les Illes Gilbert fins que Burns Philp, l'empresa comercial amb seu a Sydney, Austràlia, es va traslladar a Tarawa, després de la seu del poder polític.

## Època colonial
Els baleners, els blackbirders i els vaixells mercants van arribar en gran nombre al segle XIX, i la revolta resultant va fomentar conflictes tribals locals i va introduir malalties europees nocives. En un esforç per restaurar una certa mesura d'ordre, les Illes Gilbert van ser declarades Protectorat Britànic pel capità Edward Davis del HMS Royalist (1883) el 27 de maig de 1892. Les Illes Ellice veïnes (ara Tuvalu) van ser declarades Protectorat Britànic més tard el 1892. El Protectorat de les Illes Gilbert i Ellice es va administrar com a part dels Territoris Britànics del Pacífic Occidental (BWPT).

### Territoris Britànics del Pacífic Occidental

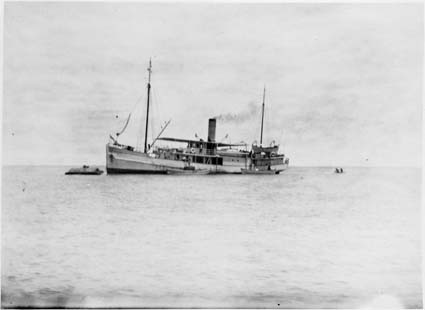
SS Tokelau: Vaixell a vapor governamental dels protectorats de les illes Gilbert i Ellice (30 d'abril de 1909)

Els BWPT van ser administrats per un Alt Comissionat resident a Fiji fins al 1952, i després a Honiara.
Un Comissionat Resident, Charles Swayne, va ser nomenat el 1893 després que el protectorat del grup Gilbert i del grup Ellice es fes formal i efectiu el 1892. La seu del protectorat es va establir a Tarawa el 1896, on el Comissionat Resident William Telfer Campbell va presidir des del 1896 fins al 1908. La seu es va traslladar a Ocean Island (ara Banaba) i va continuar després de la transició a una colònia de la Corona. Aquest trasllat de la seu va sorgir de les operacions de la Pacific Phosphate Company, cosa que va donar lloc a bones connexions marítimes amb Ocean Island, i en qualsevol cas el paper de les autoritats colonials britàniques va emfatitzar la contractació de mà d'obra per a la mineria i el transport marítim de fosfat i el manteniment de l'ordre entre els treballadors.
Ocean Island va ser inclosa en el protectorat el 1900 i després a la colònia el 1916. El mateix any, Fanning Island i Washington Island s'hi van incloure juntament amb les illes de les Illes de la Unió (ara Tokelau).
El 1916, l'administració del BWTP va canviar quan les illes es van convertir en una colònia de la Corona el 12 de gener de 1916. Però la nova colònia va romandre sota la jurisdicció del BWTP fins al 1971.

### Colònia de les Illes Gilbert i Ellice
Les illes es van convertir en una Colònia de la Corona el 12 de gener de 1916 per l'Ordre del Consell de les Illes Gilbert i Ellice de 1915. L'illa Kiritimati va ser inclosa en la colònia el 1919, tot i que va ser disputada pels Estats Units en virtut de la Llei de les Illes Guano de 1856. Les Illes Unió van ser transferides extraoficialment a l'administració de Nova Zelanda el 1926 i oficialment el 1948. Les illes Fènix es van afegir el 1937 i les cinc illes de les Illes Central i Southern Line es van afegir el 1972.
La Colònia de les Illes Gilbert i Ellice va continuar sent administrada per un Comissionat Resident. Un oficial colonial molt famós de la colònia va ser Sir Arthur Grimble (1888–1956), primer com a oficial cadet el 1914, sota Edward Carlyon Eliot, que va ser Comissari Resident del BWPT i després de la colònia de 1913 a 1920. Aquest període es descriu al llibre d'Eliot "Broken Atoms" (reminiscències autobiogràfiques) (Pub. G. Bles, Londres, 1938) i a "A Pattern of Islands" de Sir Arthur Grimble (Pub. John Murray, Londres, 1952). Arthur Grimble es va convertir en el Comissari Resident de la colònia el 1926. El 1930, Grimble va publicar lleis revisades, Regulations for the good Order and Cleanliness of the Gilbert and Ellice Islands, que van substituir les lleis creades durant el BWPT.
Ocean Island va romandre com a seu de la colònia fins a l'evacuació britànica el 1942 a causa de l'ocupació japonesa de les illes Gilbert. Després de la Segona Guerra Mundial, la seu de la colònia es va restablir a Tarawa, primer a l'illot de Betio (llavors ocupat per les forces americanes després de la batalla de Tarawa) i posteriorment a Bairiki.

## Segona Guerra Mundial
El Japó va conquerir part de les illes durant la Segona Guerra Mundial per formar part de les seves defenses insulars. El 20 de novembre de 1943, les forces aliades es van llançar contra les posicions japoneses a Tarawa i Makin, als Gilberts, fet que va resultar en alguns dels combats més sagnants de la campanya del Pacífic. La batalla de Tarawa i la batalla de Makin van ser un punt d'inflexió important en la guerra per als aliats, batalles que van ser la implementació de l'"Operació Galvànica".

## Autodeterminació

### Transició cap a l'autodeterminació
La formació de l'organització de les Nacions Unides després de la Segona Guerra Mundial va fer que el Comitè Especial de Descolonització de les Nacions Unides es comprometés amb un procés de descolonització; com a conseqüència, les colònies britàniques del Pacífic van iniciar un camí cap a l'autodeterminació.
Com a conseqüència del referèndum d'autodeterminació de les Illes Ellice de 1974, la separació es va produir en dues etapes. L'Ordre de Tuvalu de 1975 feta pel Consell Privat, que va entrar en vigor l'1 d'octubre de 1975, va reconèixer Tuvalu com una dependència britànica independent amb el seu propi govern. La segona etapa va tenir lloc l'1 de gener de 1976 quan es van crear administracions separades a partir de la funció pública de la Colònia de les Illes Gilbert i Ellice.

### Independència de Kiribati
Gilbert va obtenir l'autogovern intern el 1977 i van celebrar eleccions generals el febrer de 1978, Ieremia Tabai va ser elegit primer ministre amb només 27 anys. Kiribati va aconseguir la independència com a república dins de la Commonwealth de Nacions el 12 de juliol de 1979 mitjançant l'Ordre d'Independència de Kiribati de 1979 feta pel Consell Privat del Regne Unit.
Tot i que el nom indígena en gilbertès per a les illes Gilbert és Tungaru, el nou estat va triar el nom "Kiribati", la versió gilbertesa de "Gilberts", com a equivalent de l'antiga colònia per reconèixer la inclusió d'illes que mai es van considerar part de la cadena Gilbert. Els Estats Units van renunciar a les seves reclamacions sobre 14 illes de les cadenes línia i fènix (anteriorment reclamades en virtut de la Llei de les Illes Guano) al Tractat de Tarawa de 1979.

## Govern
Després de la independència, el cap d'estat de Kiribati va ser Ieremia Tabai, de 29 anys. Tabai va exercir tres mandats com a Beretitenti (president), del 1979 al 1991, sent el cap d'estat més jove de la Mancomunitat de Nacions.
El 1994, Teburoro Tito va ser elegit Beretitenti. Va ser reelegit el 1998 i el 2002, però va ser destituït en una moció de censura el març del 2003 i, havent exercit el màxim de tres mandats, la constitució li impedeix presentar-se a un altre. El substitut temporal de Tito va ser Tion Otang, el president del Consell d'Estat. El 2003 es van celebrar unes noves eleccions presidencials, en què dos germans, Anote i Harry Tong, van ser els dos candidats principals (un tercer candidat, Banuera Berina, només va obtenir el 9,1% dels vots).
Anote Tong, graduat de la London School of Economics, va guanyar el 4 de juliol de 2003 i va prendre possessió del càrrec de president poc després. Va ser reelegit el 2007 i el 2012 per a un tercer mandat.
El març de 2016, Taneti Maamau va ser elegit com a nou president de Kiribati. Va ser el cinquè president des que el país es va independitzar el 1979. El juny de 2020, el president Maamau va guanyar la reelecció per al segon mandat de quatre anys. Maamau és considerat pro-Xina i dona suport a uns vincles més estrets amb Pequín.